# Agaricus bisporus
El champiñón común, champiñón de París —cuyo nombre científico es Agaricus bisporus— es una especie de hongo basidiomiceto de la familia Agaricales nativo de Europa y América del Norte, cultivado extensamente para su uso en gastronomía. Es la especie de hongo comestible más comúnmente usada para la cocina. En la naturaleza, crece sobre todo en bosques.

## Características

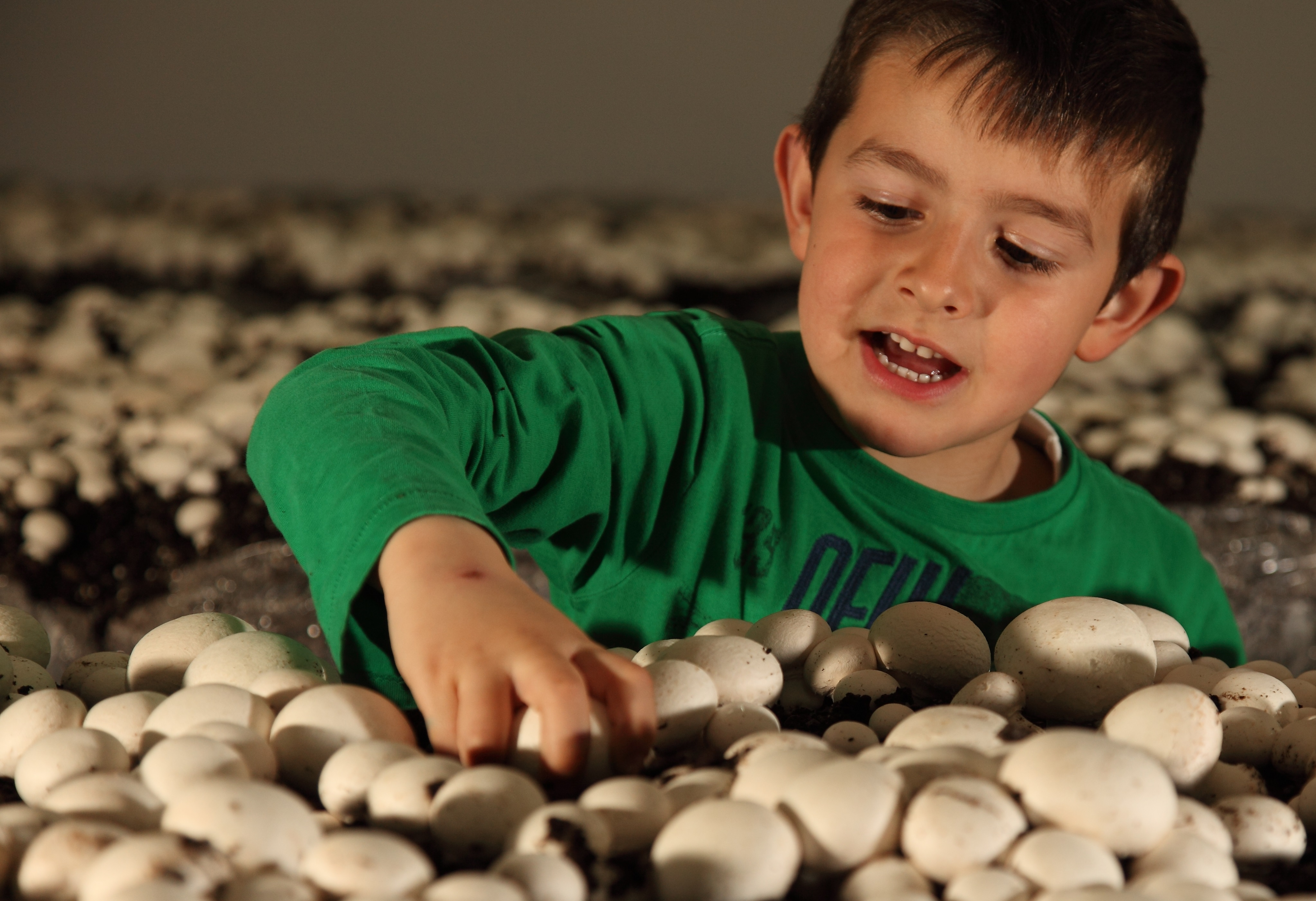
Cultivo de Agaricus bisporus en Pradejón (La Rioja, España).

Agaricus bisporus tiene un sombrero redondeado y ligeramente aplanado en la parte superior. Durante su crecimiento este sombrero está unido al pie por un anillo simple, es decir, vuelto solo hacia la base. Hacia el final de su desarrollo se abre, exponiendo las laminillas típicas de las agaricáceas. Estas laminillas no están sujetas al pie, y cambian gradualmente de un color rosado a pardo oscuro. El sombrero puede alcanzar los 18 cm de diámetro, y el pie hasta 8 cm de largo y 3 cm de diámetro.
El rasgo distintivo de A. bisporus es microscópico: sus esporas (que miden de 5,5 a 8,5 µm por 4 a 6,5 µm), de forma elíptica, se presentan dos por cada basidio, en lugar de cuatro como es habitual en otros Agaricus.
La variedad cultivada más frecuentemente, A. bisporus var hortensis, es de color blanco en toda su superficie; la carne presenta algunos matices rosados. Esta variedad, originaria de Pensilvania —donde un granjero la obtuvo mediante una mutación al azar— ha desplazado virtualmente del mercado, debido a su mejor adaptación a la conserva, a la original A. bisporus var brunnescens. Dependiendo del punto de maduración con el que se comercializa, esta última se vende bajo el nombre de portobello —más grande y desarrollado— o crimini —en etapa juvenil—; suelen presentar un mayor tamaño que el mutante blanco, y su sombrero es más ancho y aplanado, destinándose sobre todo al consumo inmediato.

## Cultivo
Como otras especies del género, A. bisporus es saprofita. Se presenta en ramilletes o matas apretadas, lo que hace que la producción por metro cuadrado sea elevada. Se cultiva por lo general sobre compost al que se inocula el micelio, normalmente usando granos de trigo estériles recubiertos de hifas del hongo.

## Gastronomía
El champiñón común tiene un sabor neutro y delicado, con un aroma ligeramente nogado en los ejemplares más maduros. Es popular en gastronomía y de mucho rendimiento calórico, conteniendo alrededor de 300 kcal cada seta Portabella cocida. Es relativamente rico en fibra alimentaria, así como en vitamina B6, vitamina C, vitamina D, potasio y niacina.

## Sinónimos
El basónimo de A. bisporus es Psalliota hortensis f. bispora J.E. Lange, 1926. Son también sinónimos  los siguientes nombres científicos:
- Agaricus bisporus (J.E.Lange) Pilát, 1951
- Agaricus bisporus (J.E.Lange) Singer, 1951
- Agaricus bisporus'(J.E.Lange) Singer, 1961
- ' var. avellaneus (J.E.Lange) Singer, 1961
- Agaricus bisporus var. bisporus (J.E.Lange) Pilát, 1951
- Agaricus brunnescens Peck, 1900
- Agaricus campestris var. bisporus Kligman, 1943
- Agaricus campestris var. buchananii Berk. 1860
- Agaricus campestris var. elongatus Berk. 1860
- Agaricus campestris var. hortensis Cooke, 1871
- Agaricus cookeanus Bon, 1985
- Agaricus hortensis (Cooke) Pilát, 1951
- Agaricus hortensis (Cooke) S.Imai, 1938
- Agaricus subfloccosus var. bisporus (J.E.Lange) Hlaváček, 1951
- Psalliota bispora (J.E.Lange) F.H.Møller & Jualliota hortensis f. avellanea J.E.Lange, 1939